# Victoria Carl
Victoria Carl (* 31. Juli 1995 in Zella-Mehlis) ist eine deutsche Skilangläuferin. Ihre bisher größten Erfolge sind der Gewinn der Goldmedaille im Team-Sprint sowie der Gewinn der Silbermedaille mit der 4 × 5-km-Staffel bei den Olympischen Winterspielen 2022.

## Werdegang
Carl, die für den SCM Zella-Mehlis startet, nimmt seit 2010 an Wettbewerben der Fédération Internationale de Ski teil. Bis zur Saison 2014/15 trat sie dabei bei Juniorenrennen im Alpencup an. Ihren ersten internationalen Erfolg hatte sie bei den Olympischen Jugend-Winterspielen 2012 in Seefeld in Tirol. Dort belegte sie den 12. Platz im Sprint und den sechsten Rang über 5 km klassisch. Mit der Mixed-Staffel Skilanglauf/Biathlon gewann sie gemeinsam mit Maximilian Janke, Christian Stiebritz und Franziska Preuß Gold.
Ihre ersten Rennen im Weltcup lief Carl bei der Tour de Ski 2012/13, welche sie auf dem 69. Platz im Prologrennen und dem 45. Rang im 9-km-Verfolgungsrennen beendete. Im Januar 2013 holte sie bei den Juniorenweltmeisterschaften in Liberec Bronze mit der Staffel, Silber im Sprint und Gold über 5 km Freistil. Einen Monat später gewann sie beim Europäischen Olympischen Winter-Jugendfestival 2013 in Brașov zweimal Silber und zweimal Gold. Ihren ersten Weltcuppunkt holte sie mit dem 30. Platz beim Sprintrennen bei der Tour de Ski 2013/14 in Lenzerheide. Im Januar 2015 erreichte sie in Otepää mit dem 25. Platz im Sprint erneut Punkte im Weltcup. Im selben Monat startete sie in Oberwiesenthal erstmals im Alpencup und siegte dabei im Sprint. Bei den Nordischen Junioren-Skiweltmeisterschaften 2015 in Almaty holte sie Silber im 10-km-Skiathlon und die Goldmedaille im Sprint sowie über 5 km Freistil. Ihre besten Platzierungen bei den Nordischen Skiweltmeisterschaften 2015 in Falun waren der 29. Platz im Skiathlon und im 30-km-Massenstartrennen sowie der sechste Platz mit der Staffel. Im März 2015 holte sie in Lahti mit dem siebten Platz über 10 km klassisch ihre erste Top-Zehn-Platzierung im Weltcup. Zu Beginn der Saison 2015/16 startete sie in Hochfilzen im Alpencup und belegte dabei jeweils den sechsten Platz über 10 km Freistil und 10 km klassisch. Im Januar 2016 holte sie in Planica über 10 km klassisch ihren zweiten Alpencupsieg. Im selben Monat wurde sie deutsche Meisterin über 16,5 km Freistil und im Sprint. Bei den U23-Skiweltmeisterschaften 2016 in Râșnov gewann sie die Goldmedaille über 10 km Freistil und die Silbermedaille über 10 km klassisch.
Nach Platz 45 bei der Weltcup-Minitour in Lillehammer zu Beginn der Saison 2016/17, erreichte sie in Ulricehamn mit dem zweiten Platz mit der Staffel ihre erste Podestplatzierung im Weltcup. Ihre beste Platzierung bei den Nordischen Skiweltmeisterschaften 2017 in Lahti war der 15. Platz im Skiathlon. Zum Saisonende errang sie beim Weltcup-Finale in Québec den 27. Platz und im Gesamtweltcup den 56. Platz. In der Saison 2017/18 belegte sie den 20. Platz beim Ruka Triple und den 16. Rang beim Weltcupfinale in Falun. Ihre besten Platzierungen bei den Olympischen Winterspielen 2018 in Pyeongchang waren der 19. Platz über 10 km Freistil und der sechste Rang mit der Staffel.

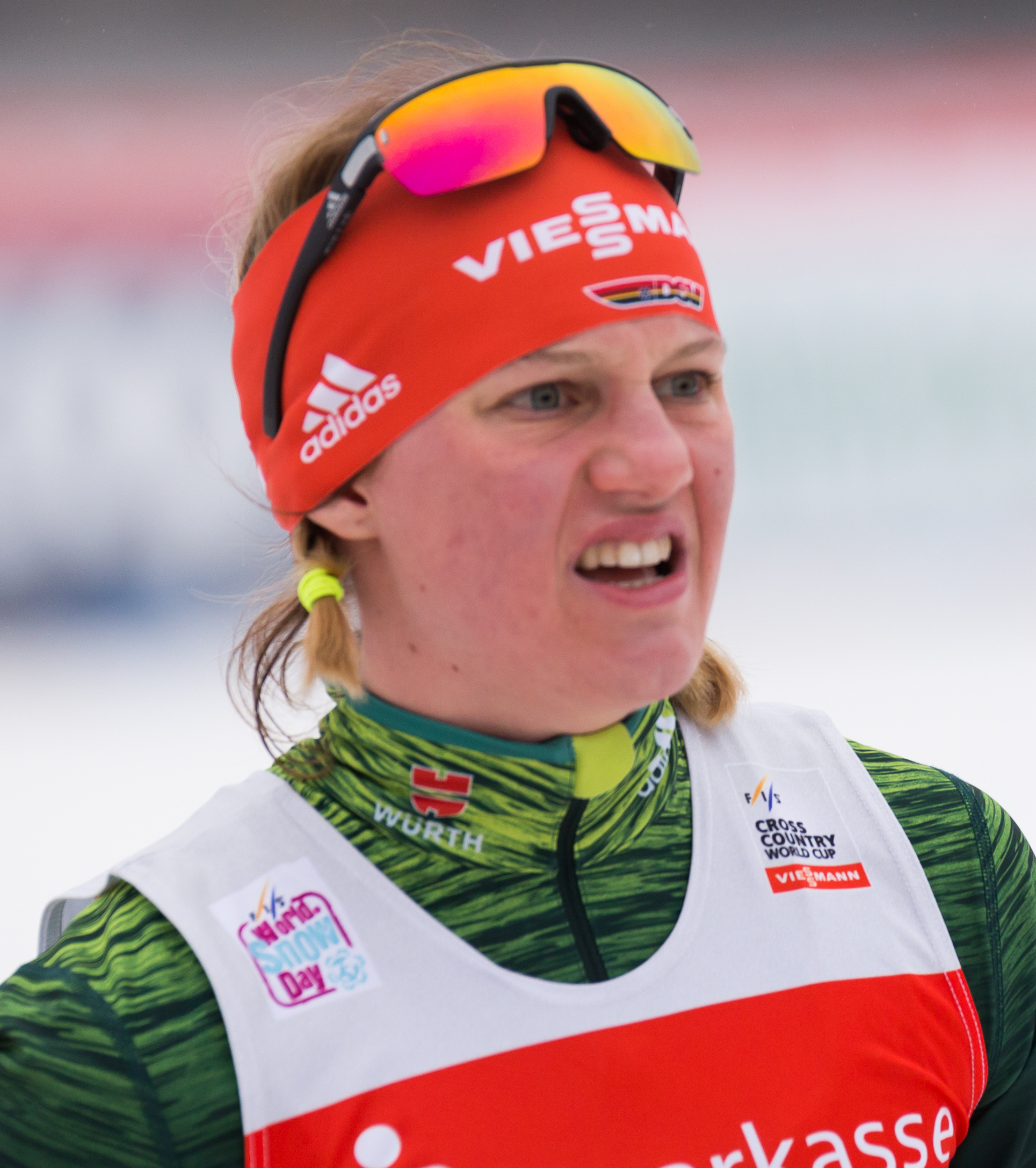
Victoria Carl 2018 beim Weltcup in Dresden

Zu Beginn der Saison 2018/19 errang Carl den 29. Platz beim Lillehammer Triple. Im weiteren Saisonverlauf kam sie achtmal in die Punkteränge und belegte damit den 54. Platz im Gesamtweltcup. Ihre besten Ergebnisse bei den Nordischen Skiweltmeisterschaften 2019 in Seefeld in Tirol waren der fünfte Platz im Sprint und der vierte Rang mit der Staffel. In der folgenden Saison kam sie 12-mal in die Punkteränge, darunter Platz 15 beim Ruka Triple und errang damit den 33. Platz im Gesamtweltcup. Nach einem Sturz zu Beginn der Saison 2020/21 in Ruka, wo sie sich einen zweifachen Außenbandriss im rechten Fuß zuzog, konnte sie erstmals wieder Ende Januar 2021 in Lahti starten. Bei den Nordischen Skiweltmeisterschaften im folgenden Monat in Oberstdorf belegte sie den 14. Platz über 10 km Freistil, den neunten Rang zusammen mit Sofie Krehl im Teamsprint und den fünften Platz mit der Staffel. In der Saison 2021/22 errang sie den 26. Platz im Gesamtweltcup sowie den 15. Platz im Distanzweltcup. Beim Saisonhöhepunkt, den Olympischen Winterspielen 2022 in Peking, gewann sie die Silbermedaille mit der Staffel und zusammen mit Katharina Hennig die Goldmedaille im Teamsprint.
Am 25. Juni 2025 gab der Deutsche Skiverband bekannt, dass Carl bei einer Probe außerhalb des Wettkampfes positiv auf das verbotene Dopingmittel Clenbuterol getestet wurde. Von Seiten der Athletin, des Skiverbandes und der Bundeswehr wird der Dopingfund auf einen durch einen Truppenarzt der Bundeswehr verordneten und verabreichten Hustensaft zurückgeführt. In der Folge eröffnete die Nationale Anti-Doping Agentur Deutschland (NADA) ein Ergebnismanagementverfahren gegen die Athletin. Von Seiten der Medien werden Parallelen zum Dopingfall von Therese Johaug gezogen.

## Erfolge

### Weltcupsiege im Einzel
| Nr. | Datum             | Ort       | Disziplin                       |
| --- | ----------------- | --------- | ------------------------------- |
| 1.  | 17. Dezember 2023 | Trondheim | 10 km klassisch Individualstart |

### Siege bei Continental-Cup-Rennen
| Nr. | Datum           | Ort            | Disziplin        | Serie    |
| --- | --------------- | -------------- | ---------------- | -------- |
| 1.  | 9. Januar 2015  | Oberwiesenthal | Sprint klassisch | Alpencup |
| 2.  | 9. Januar 2016  | Planica        | 15 km klassisch  | Alpencup |
| 3.  | 8. Februar 2020 | Piancavallo    | 10 km klassisch  | Alpencup |

## Teilnahmen an Weltmeisterschaften und Olympischen Winterspielen

### Olympische Spiele
- 2018 Pyeongchang: 6. Platz Staffel, 19. Platz 10 km Freistil, 20. Platz 15 km Skiathlon, 25. Platz 30 km klassisch Massenstart
- 2022 Peking: 1. Platz Team-Sprint klassisch, 2. Platz 4 × 5 km Staffel, 10. Platz Sprint Freistil, 12. Platz 30 km Freistil

### Nordische Skiweltmeisterschaften
- 2015 Falun: 6. Platz Staffel, 29. Platz 15 km Skiathlon, 29. Platz 30 km klassisch Massenstart, 38. Platz Sprint klassisch
- 2017 Lahti: 15. Platz 15 km Skiathlon,  23. Platz Sprint Freistil, 37. Platz 30 km Freistil Massenstart
- 2019 Seefeld in Tirol: 4. Platz Staffel, 5. Platz Sprint Freistil, 6. Platz Teamsprint klassisch, 9. Platz 30 km Freistil Massenstart
- 2021 Oberstdorf: 5. Platz Staffel, 9. Platz Teamsprint Freistil, 14. Platz 10 km Freistil
- 2023 Planica: 2. Platz Staffel, 4. Platz Teamsprint Freistil, 14. Platz 10 km Freistil, 23. Platz Sprint klassisch
- 2025 Trondheim: 3. Platz Staffel, 9. Platz 30 km Skiathlon, 14. Platz 10 km klassisch, 15. Platz Sprint Freistil

## Statistik

### Weltcup-Platzierungen
Die Tabelle zeigt die erreichten Platzierungen im Einzelnen.
- 1.–3. Platz: Anzahl der Podiumsplatzierungen
- Top 10: Anzahl der Platzierungen unter den ersten zehn
- Punkteränge: Anzahl der Platzierungen innerhalb der Punkteränge
- Starts: Anzahl gelaufener Rennen in der jeweiligen Disziplin
- Hinweis: Bei den Distanzrennen erfolgt die Einordnung gemäß FIS.

| Platzierung               | Distanzrennen a | Distanzrennen a | Distanzrennen a | Distanzrennen a | Distanzrennen a | Skiathlon Verfolgung | Sprint | Etappen- rennen b | Gesamt | Team   | Team    |
| Platzierung               | ≤ 5 km          | ≤ 10 km         | ≤ 15 km         | ≤ 30 km         | > 30 km         | Skiathlon Verfolgung | Sprint | Etappen- rennen b | Gesamt | Sprint | Staffel |
| ------------------------- | --------------- | --------------- | --------------- | --------------- | --------------- | -------------------- | ------ | ----------------- | ------ | ------ | ------- |
| 1. Platz                  |                 | 1               |                 |                 |                 |                      |        |                   | 1      |        |         |
| 2. Platz                  |                 | 2               |                 | 1               |                 | 1                    |        |                   | 4      |        | 3       |
| 3. Platz                  |                 | 3               |                 | 1               |                 |                      |        |                   | 4      |        | 1       |
| Top 10                    |                 | 19              | 1               | 10              | 2               | 7                    | 7      | 2                 | 48     | 1      | 11      |
| Punkteränge               |                 | 50              | 4               | 16              | 3               | 21                   | 48     | 7                 | 149    | 5      | 11      |
| Starts                    | 6               | 60              | 4               | 16              | 3               | 30                   | 71     | 8                 | 198    | 5      | 11      |
| Stand: Saisonende 2024/25 |                 |                 |                 |                 |                 |                      |        |                   |        |        |         |

### Weltcupwertungen
| Saison  | Gesamt | Gesamt | Distanz | Distanz | Sprint | Sprint |
| Saison  | Punkte | Platz  | Punkte  | Platz   | Punkte | Platz  |
| ------- | ------ | ------ | ------- | ------- | ------ | ------ |
| 2013/14 | 1      | 114.   | -       | -       | 1      | 78.    |
| 2014/15 | 44     | 75.    | 36      | 54.     | 8      | 66.    |
| 2015/16 | 29     | 69.    | 11      | 64.     | 18     | 50.    |
| 2016/17 | 80     | 56.    | 72      | 35.     | -      | -      |
| 2017/18 | 175    | 37.    | 70      | 38.     | 53     | 37.    |
| 2018/19 | 114    | 54.    | 69      | 33.     | 21     | 47.    |
| 2019/20 | 208    | 33.    | 172     | 22.     | 4      | 80.    |
| 2020/21 | 101    | 44.    | 80      | 34.     | 21     | 46.    |
| 2021/22 | 208    | 26.    | 154     | 15.     | 54     | 37.    |
| 2022/23 | 883    | 19.    | 625     | 14.     | 258    | 31.    |
| 2023/24 | 2114   | 4.     | 1399    | 2.      | 517    | 16.    |
| 2024/25 | 1827   | 2.     | 1211    | 3.      | 409    | 12.    |

## Auszeichnungen
- 2022: Silbernes Lorbeerblatt[6]
- 2022, 2024: Thüringens Sportlerin des Jahres